# 螣蛇增十三
仙后座1，又名BD+58 2545，HD 218376、SAO 35147、HR 8797，是仙后座的一颗恒星，视星等为4.85，位于銀經109.95，銀緯-0.78，其B1900.0坐标为赤經23h 2m 23s，赤緯+58° -0.78′ 45″。